# Budhasing
Budhasing (en népalais : बुधसिङ) est un comité de développement villageois du Népal situé dans le district de Nuwakot. Au recensement de 2011, il comptait 2 945 habitants.